# Наследие (пенсионный фонд)
НПФ «Наследие» (полное наименование — Закрытое акционерное общество «Негосударственный Пенсионный Фонд „Наследие“») — российский негосударственный пенсионный фонд. Основан в 1993 году как негосударственный пенсионный фонд «Интеррос-Достоинство». В 2006—2013 году носил название НПФ «Норильский никель». В 2011 году ряд сотрудников фонда стали фигурантами резонансного скандала в связи с незаконным переводом пенсионных накоплений граждан из Пенсионного фонда России.

## История
Фонд был зарегистрирован в 1993 году. Первое название фонда — НПФ «Интеррос-Достоинство». Позднее, в 2006 году, фонд получил название НПФ «Норильский никель». 20 мая 2014 года решением Банка России согласовано проведение реорганизации Некоммерческой организации НПФ «Наследие» в форме преобразования в закрытое акционерное общество «НПФ „Наследие“». 11 июня 2014 года соответствующие изменения были внесены в Единый государственный реестр юридических лиц. Лицензия № 1/2 Банка России.
6 апреля 2017 года негосударственный пенсионный фонд «Газфонд-Пенсионные наколения» сообщил о завершении реорганизации в форме присоединения трёх негосударственных пенсионных фондов, в том числе НПФ «Наследие». Клиентская база НПФ «Наследие» на момент присоединения к «Газфонду-ПН» составляла порядка 800 тысяч человек.

## Оценки
30 сентября 2013 года НПФ «Наследие» занимал шестое место среди лидеров пенсионного рынка России. Собственное имущество НПФ «Наследие» в этом году составило примерно 60 миллиардов рублей. Национальное рейтинговое агентство присвоило фонду рейтинг «АА+» в 2014 году.

## Афера с Пенсионным фондом России
В 2011 году страховые агенты негосударственного пенсионного фонда «Норильский никель», организовали аферу с Пенсионным фондом Российской Федерации, которую можно определить, как незаконный перевод пенсионных накоплений из ПФР в НПФ:

По версии следствия, организовали мошенничество тогдашний генеральный директор НПФ Дмитрий Хорт и несколько его подчиненных. Они не установленным пока следствием путем получили доступ к базе данных ПФР, незаконно завладев информацией о суммах пенсионных накоплений и личных установочных данных граждан, таких как дата рождения, номер паспорта и страховой номер индивидуального лицевого счета застрахованного лица (СНИЛС). Далее по утерянному паспорту была зарегистрирована фирма, от имени которой мошенники заключили с НПФ «Норильский никель» агентский договор по привлечению в фонд клиентов. Используя информацию из базы данных ПФР, мошенники подделывали заявления граждан и договоры о переводе средств. «В настоящий момент уже установлено, что подобным образом из-под государственного управления в НПФ „Норильский никель“ было выведено 137 млн руб.»,— сообщил вчера «Ъ» следователь Андрей Старов. По его словам, обогащались мошенники за счет агентских выплат своей фиктивной компании от НПФ «Норильский никель», которые обналичивались и присваивались ими.— «Пенсионный фонд подвели агенты», «Коммерсантъ» от 29.02.2012
Поскольку в преступную группу входил высокопоставленный сотрудник фонда, проверки по предоставленным недобросовестными агентами договорам не проводились. Против членов преступной группы было возбуждено уголовное дело по ст. 159 ч. 4 УК РФ («Мошенничество в особо крупном размере, совершенное группой лиц по предварительному сговору»). В результате, президент НПФ «Норникель» Сергей Пучков и некоторые менеджеры ушли в отставку, руководитель региональной сети фонда Дмитрий Хорт и руководитель дирекции по Центральному федеральному округу Татьяна Максимовская были уволены, однако, о дальнейших результатах уголовного расследования не сообщалось, несмотря на уверенные заявления представителей УЭБиПК ГУ МВД РФ. В 2011 году трем крупным НПФ, среди которых был «Норильский никель», за неправомерный перевод пенсионных накоплений, было временно запрещено самостоятельно работать на рынке обязательного пенсионного страхования (ОПС). Одновременно ставился вопрос об исключении НПФ «Норильский никель» из «Национальной ассоциации пенсионных фондов» (НАПФ), причем, на сайте НПФ «Норильский никель» появилось признание вины и официальное извинение перед пострадавшими.
Аферу в российских негосударственных пенсионных фондах просили не называть кражей, а пресс-секретарь Пенсионного фонда России пояснил, что распространены случаи когда «агенты просто подделывают подписи застрахованных лиц на заявлении и переводят их накопительную часть пенсии в НПФ», среди которых был и «Норильский никель», при этом трансферагентами ПФР являются практически все НПФ.